# 藤かんな
藤 かんな (ふじ かんな、1989年10月8日 - ）は、日本のAV女優。エイトマン所属。

## 略歴
2022年2月7日に週刊ポストで初グラビアを披露した後、7月にマドンナの専属女優としてAVデビュー。
2024年5月29日に初の自叙伝『はだかの白鳥』を飛鳥新社から、また翌30日に初の写真集『白鳥、翔ぶ』を徳間書店から発売し話題となる。
2024年12月17日から29日まで、写真家の西田幸樹が撮影、藤かんな、つばさ舞、美乃すずめ、八蜜凛がモデルを務めた写真展『4/8woman エイトマン × 西田幸樹』を東京・渋谷の弘重ギャラリーにて開催。
2025年3月17日週FANZAレンタルフロアランキングにて、『Madonna専属2周年記念 藤かんな 緊縛解禁！！麻縄に溺れた人妻』が初登場10位。
2025年5月1日から11日まで、写真集『白鳥、翔ぶ』の未収録カット（撮影：西田幸樹）、2年ほど前に起きた「バレエ教室解雇騒動」の際に、実際にSNSに寄せられた誹謗中傷の言葉や著書『はだかの白鳥』の一節を展示したイベント『はだかの白鳥展』をSACS渋谷で開催。

## 人物
大阪大学大学院修了。理学部出身で、理系の上場企業で研究職をしていた。デビュー時は研究職とAV女優の掛け持ち状態で、AV女優は会社に内緒で始めた副業だった。勤めていた会社は副業禁止だったため、同僚から上司へ報告された後、上司から呼び出され「藤かんなさんって知ってますか?」と切り出され、その時は「知りません」とシラを切ったものの、世話になった会社にこれ以上、嘘をついて迷惑はかけられないという気持ちと、会社と拗れて退職金が貰えなくなるリスクを考慮し、最終的には副業を認めて約6年勤めた会社を自主退職している。
4歳からバレエを始め、高校3年生までバレエづけの日々を送る。しかし、ストイックに練習に打ち込んできたにも関わらず、コンクールで思うような結果を出せなかった事、バレエダンサーは華奢な体型の方が美しいとされている中、成長期に入ったことで胸も成長していき、太って見えるようになってしまった事、またその事を悩んでいたタイミングで、顧問の先生から「頭が悪いから、胸が大きくなるんだ!」と叱責されてしまった事が影響して、「バレエは好きだけど、一旦距離を置きたい」との考えに至り、高校3年生の時は陸上部に籍を置いていた。
初体験は大学1年生の頃に付き合っていた同じ歳の彼氏とであったが、その後に付き合った年上の3人目の彼氏が経験豊富な人物で、様々な体位でしたり、コスチュームプレイやカーセックスをしたりと、この彼との経験が性的な目覚めになったと語っている。
デビューのきっかけは、これまで「優等生」というレールの上を歩みながらも、学生時代に本気で打ち込んでいたバレエや勉強、就職後の研究職でも自身が満足できる結果を残すことができず、周りからも「器用貧乏」と言われ続け、承認欲求不満を感じていた時に、昔のバレエ仲間から「バレエでなければ良い体してるのにね。お金が稼げる体だよ」と言われたことに端を発する。これまで自身の胸はコンプレックスであったが、一方で「私、そこそこ良い体してない?」との思いも持っており、「もしかしたら、これは自分の武器に変わるかもしれない」と考え、グラビアやモデルなどの「体を見せる仕事」について調べていく内に、自分もしたいと憧れを抱いた事、また一度きりの人生だからこそ「優等生」な自分を脱ぎ捨てて、自分にとって思いきった挑戦をしてみたいと考えた事により、自ら現在の事務所を見つけデビューに至った。
現在は胸を褒められると「ドヤッ!」と誇らしげな気持ちになると語っている。また、どんなに忙しくても必ず毎日1時間はバレエをするようにしている。頭をリセットさせ、心と体を整わせる行為がバレエであり、1日でも欠かすと調子が悪くなると語っている。

## 作品
◎はBD版発売作品。

### アダルトDVD / BD
- 新人 藤かんな 32歳 AV DEBUT 某週刊誌で脱いだ『超美裸体のリケジョバレリーナ人妻』奇跡のAV解禁―。（7月12日、マドンナ）◎
- 超美裸体のリケジョバレリーナ人妻、マドンナ大型新人『第2章』―。藤かんな（8月9日、マドンナ）◎
- 『超美裸体』人妻 Madonna専属 第3章―。初ドラマ作品!!! 夫が出張中の1週間、帰郷してきた義理の息子と夏の日の過ち―。（9月13日、マドンナ）
- 超美裸体の人妻 Madonna専属第4弾!! ヌードモデルNTR 上司と羞恥に溺れた妻の衝撃的浮気映像（10月11日、マドンナ）
- 卒業式の後に… 大人になった君へ義母からの贈り物―。藤かんな（11月8日、マドンナ）◎
- 人妻秘書、汗と接吻に満ちた社長室中出し性交 絶世の純白美熟女、濃厚《中出し》解禁!!（12月13日、マドンナ）◎

- 妻には口が裂けても言えません、義母さんを孕ませてしまったなんて…。 -1泊2日の温泉旅行で、我を忘れて中出ししまくった僕。（3月14日、マドンナ）◎
- 四六時中、娘婿のデカチ〇ポが欲しくて堪らない義母の誘い（4月11日、マドンナ）
- 夫と子作りSEXをした後はいつも義父に中出しされ続けています…。 藤かんな（5月9日、マドンナ）◎
- 出張先のビジネスホテルでずっと憧れていた女上司とまさかまさかの相部屋宿泊 藤かんな（6月13日、マドンナ）
- Madonna最強専属W初共演!! 交換夫婦NTR ～湯けむり舞う1泊2日の混浴温泉旅行 編～ 藤かんな 流川はる香（6月13日、マドンナ）◎
- 永遠に終わらない、中出し輪姦の日々。 藤かんな（7月11日、マドンナ）
- 専属1周年記念、しなやかな肢体が魅せるソーププレイ初・解・禁!! 身も心も相性抜群の2人-。‘想い’と‘唇’が重なる濃密接吻ソープ 藤かんな（8月8日、マドンナ）◎ [16]
- 藤かんな The First Anniversary 3枚組12時間 ～超美裸体のリケジョバレリーナ、マドンナ専属1周年記念『初』ベスト～（8月29日、マドンナ）※単体ベスト
- 今夜はキミを寝かさない… 極上の人妻とお泊り中出しスイートルーム 超人気専属『藤かんな』に24時間ず～っと痴女られる!!（9月12日、マドンナ）◎
- 妻の妊娠中、オナニーすらも禁じられた僕は上京してきた義母・かんなさんに何度も種付けSEXをしてしまった…。 藤かんな（10月10日、マドンナ）
- 取引先の傲慢社長に中出しされ続けた出張接待。 専属美女、イイ女のスーツ『美』―。 藤かんな（11月14日、マドンナ）
- 汗ほとばしる人妻の圧倒的な腰振りで、僕は一度も腰を動かさずに中出ししてしまった。 藤かんな（12月12日、マドンナ）
- 世界一豪華な記念作!! マドンナ20周年記念 湯煙舞う中出し無制限史上初ALL専属バスツアー!! 前編 4時間OVER 2枚組!!（12月26日、マドンナ）◎

- 超絶倫極悪オヤジに、孕むまで何度も中出しされ続けて…。 愛する夫の為に、身代わり週末肉便器。 藤かんな（1月9日、マドンナ）
- 世界一豪華な記念作!! マドンナ20周年記念 感動と絶頂のフィナーレ 湯煙舞う中出し無制限史上初ALL専属バスツアー!! 後編 ～大競’宴’はまだまだ終わらない!! 中出し無制限の大乱交!!～（1月30日、マドンナ）◎
- 専属・藤かんな 初の熟れコミコラボ!! 溢れる母性で全てを受け入れる癒しの快感を完全実写化!! 原作：ほーすている 母に似たひと ―彼女の母と中出し交尾に溺れて―（2月13日、マドンナ）◎
- ストリップ劇場で舞う人妻 藤かんな（3月12日、マドンナ）◎
- 出張ペアエステNTR 薄布1枚隔てた向こう側、淫猥な施術で絶頂させられた妻 藤かんな（4月9日、マドンナ）
- ママ友に誘われたマッチングアプリで、‘推しの年下’を一緒に甘く飼い慣らす。 藤かんな 紗々原ゆり（5月14日、マドンナ）
- 密着セックス ～出張先で深まる上司との情愛～ 藤かんな（6月11日、マドンナ）
- 寝取らせ串刺し輪姦 愛する妻を深奥まで犯し尽くして下さい―。 藤かんな（7月9日、マドンナ）
- Madonna専属2周年記念 藤かんな 緊縛解禁!! 麻縄に溺れた人妻（8月13日、マドンナ）マドンナ）◎
- 愛を認めさせたくて妻と絶倫の後輩を2人きりにして3時間… 抜かずの追撃中出し計16発で妻を奪われた僕のNTR話 藤かんな（9月10日、マドンナ）
- 夜行バス中出し通い妻 転勤先で暮らす夫の元へ向かう健気な人妻をスローなセックスと生チ〇ポで僕に溺れさせた話。 藤かんな（10月8日、マドンナ）
- 藤かんな The 2nd Best 430分（10月29日、マドンナ）※単体ベスト
- 息子の友達の制御不能な絶倫交尾でイカされ続けて… 藤かんな（11月12日、マドンナ）
- 露出狂の保健医は始業のチャイムで廊下を彷徨う…。 藤かんな（12月10日、マドンナ）

- 都会の喧騒を離れた旅先で偶然出会った人妻・かんなさんと… ゆきずりの中出し温泉交尾 藤かんな（1月14日、マドンナ）
- 社交ダンスNTR 沈み込む指先、絡み合う肉体―。 見知らぬ男と情熱的に踊り狂う妻を、俺はただ見守る事しか出来なかった―。 藤かんな（2月11日、マドンナ）
- 『週3日、妻とSEXをしている。』と自慢してきた友人から週5日、毎回4発、合計20発中出ししてそいつの妻を寝取ってやった。 藤かんな（3月11日、マドンナ）
- 「一瞬だけでイイので挿れさせて下さい!!」 30歳になっても童貞の義弟に同情して一生の願いを受け挿れたら、相性抜群過ぎて何度もおかわり中出しSEXを求めてしまった私。 藤かんな（4月8日、マドンナ）
- 吹き出る汗、吹き飛ぶ理性―。 宙に浮くほどイキ飛び跳ねる、真夏の大痙攣エビ反り不倫SEX。 藤かんな（5月13日、マドンナ）
- 女教師NTR 不良生徒に最愛の妻を寝取られてー。 藤かんな（6月10日、マドンナ）
- 夫にも見せた事が無い究極恥部《肛門》を徹底的に鑑賞する―。 恥辱のケツ穴剥き出し孕ませ性交 藤かんな（7月8日、マドンナ）
- デビュー3周年記念作品!! Madonna専属藤かんなをドロドロの欲望で染め上げる、性欲全開のファン”感謝”→”姦射”祭 藤かんな（8月12日、マドンナ）

### アダルトVR
- 初VR 藤かんな「いつか本当に好きになった人のために―」 思春期真っ盛り童貞の僕に笑顔でセックスの練習台になってくれる巨乳義母（2023年8月4日、マドンナ）
- 超高画質8K 妻の友人とメンズエステで偶然の再会 「奥さんには秘密にしてシたいことしよ…?」 逢瀬と中出しを繰り返し、かんなさんと求め合った僕。 藤かんな（2024年10月4日、マドンナ）

### アダルト配信
- 配信限定 ハメ撮り MADOOOON!!!! マドンナ専属女優の『リアル』解禁。 藤かんな（2023年7月4日、マドンナ）
- 配信限定 ハメ撮り MADOOOON!!!! マドンナ専属女優の『リアル』解禁。 濃密ラブホテル 藤かんな（2024年3月5日、マドンナ）

### 写真集
- 藤かんな写真集 白鳥、翔ぶ（2024年5月30日、徳間書店、撮影：西田幸樹）ISBN 978-4-19-865833-5 [17]

### デジタル写真集
- ヘアヌードの湖 藤かんな（2022年2月11日、小学館、撮影：西田幸樹）[18]
- つばさ舞 × 藤かんな  今夜、私はあなたのしもべ（2023年3月31日、小学館、撮影：西田幸樹）[19]
- 藤かんなヌード写真集「舞姫」 週刊大衆デジタル写真集NUDE：31（2024年3月4日、双葉社、撮影：吉田裕之）[20]
- 美乃すずめ × つばさ舞 × 八蜜凛 × 藤かんな 美女4人ホカホカ湯けむり旅 お風呂でびちゃびちゃ編（2024年11月25日、小学館、撮影：西田幸樹）[21]
- 美乃すずめ × つばさ舞 × 八蜜凛 × 藤かんな 美女4人ホカホカ湯けむり旅 浴衣でわちゃわちゃ編（2024年11月25日、小学館、撮影：西田幸樹）[22]
- 美乃すずめ × つばさ舞 × 八蜜凛 × 藤かんな 美女4人ホカホカ湯けむり旅 豪華100ページ超完全版（2024年11月25日、小学館、撮影：西田幸樹）[23]
- 吉高寧々 × 藤かんな × 与田りん べらぼうヌード 週刊ポストデジタル写真集（2025年2月14日、小学館、撮影：TADAO）[24]

### 著書
- はだかの白鳥 阪大大学院卒でAV女優に（2024年5月29日、飛鳥新社、著：藤かんな）ISBN 978-4-86801-015-9 ※藤かんなによる自叙伝[4]。

## 製品

### カレンダー
- 藤かんな 2025年カレンダー（2024年12月14日、トライエックス）
- 卓上 藤かんな 2025年カレンダー（2024年12月14日、トライエックス）

## 出演

### インターネット配信
- 百田尚樹チャンネル（2023年9月4日、ニコニコ生放送 / YouTube）[25][26][注 1]
- ダマってられない女たち（2025年2月28日、ABEMA）

### テレビドラマ
- 大河ドラマ べらぼう～蔦重栄華乃夢噺～（2025年1月5日、NHK総合）- 遊女役[27][28]